# Margaretha Groen
Pour les articles homonymes, voir Groen.
Margaretha Groen, née le 9 juillet 1970 à Nieuw-Lekkerland, est une coureuse cycliste néerlandaise, spécialiste de la route et de la piste.

## Palmarès sur route

### Par années
- 1991
  - Sint Geertruid
  - Veenendaal
- 1992
  - Paardenmarktronde van Alblasserdam
  - Bornem
  - Wervik
  - Avond van Zonnebeke
  - 2e du Acht van Chaam
- 1993
  - Paardenmarktronde van Alblasserdam
  - Berkelse Wielerdag
  - Trofee Maarten Wynants
  - Zwijndrecht
  - Brasschaat, Memorial Marc Van Beek
  - Veenendaal
  - Avond van Zonnebeke
  - 3e du Tour de Belgique
- 1994
  - Spijkenisse
  - Wervik
  - Varik
  - Joure
  - 3e étape de Driedaagse van Pattensen
- 1995
  - Paardenmarktronde van Alblasserdam
  - Westfriese Dorpenomloop
  - Wervershoof
  - 6e étape du GP Japon
  - 2e du championnat des Pays-Bas sur route

- 1996
  - 1re étape de Ster van Zeeland
- 1997
  - Lus van Schijndel

### Grands tours

#### Tour d'Italie
- 1990 : 60e

## Palmarès sur piste

### Championnats du monde
- Bogota 1995
  - 18e de la course aux points

### Championnats d'Europe
- 1995
  - 6e de l'omnium endurance

### Championnats des Pays-bas
- 2008
  - 2e de la course aux points